# Amedeo IX di Savoia
Amedeo IX di Savoia detto il Beato (Thonon-les-Bains, 1º febbraio 1435 – Vercelli, 30 marzo 1472) è stato duca di Savoia, principe di Piemonte e conte d'Aosta, Moriana e Nizza dal 1465 al 1472.

## Biografia

### Infanzia
Il futuro Amedeo IX di Savoia nacque nel forte di Thonon, figlio di Ludovico di Savoia e di Anna di Lusignano. 

### Ascesa e ingerenze della Francia
Disinteressato al governo dello Stato, fu politicamente insignificante, tanto più quando sposò Violante di Valois (conosciuta anche come Iolanda di Francia), sorella di re Luigi XI, con la quale era fidanzato fin dai primissimi anni della sua vita: il monarca francese s'intromise pesantemente nelle faccende piemontesi, addirittura concedendo in moglie a Galeazzo Maria Sforza la sorella di lui, Bona di Savoia (matrimonio, inoltre, stipulato tramite la Pace di Ghemme), senza nemmeno considerare le obiezioni del giovane duca. 
Tale dipendenza dalla Francia si può notare anche nelle alleanze tenute da Amedeo nella guerra tra Luigi XI e Carlo il Temerario, duca di Borgogna: la Savoia appoggiò il re Luigi, che in cambio sostenne l'attacco, ideato dal fratello Filippo di Savoia (detto il Senza terra), al marchese Guglielmo VIII del Monferrato.
La grave malattia di cui soffriva il duca (crisi di epilessia), favorì oltretutto lo strapotere dei suoi fratelli e cugini, che, consci dello stato delle cose, facevano il bello ed il cattivo tempo nei domini del duca. Compresa la gravità della situazione, Amedeo IX convocò gli Stati Generali Piemontesi nel 1469, rendendo pubblica la sua volontà di ritirarsi a vita privata e di lasciare un Consiglio di Reggenza capeggiato dalla moglie Violante.

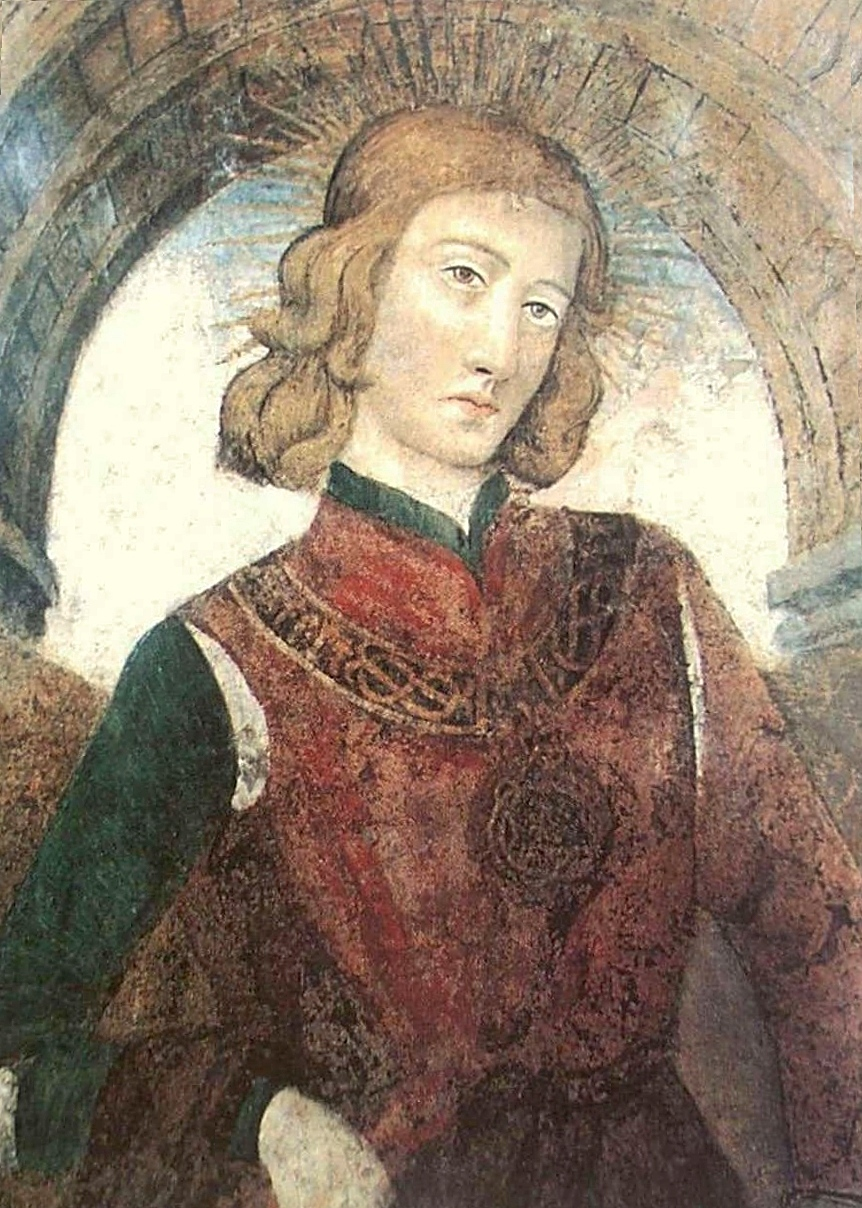
Amedeo IX

Il fratello Filippo, che nutriva seri rancori verso Amedeo, scatenò la furia della famiglia verso il Duca, usando come pretesto la decisione di consegnare la reggenza alla moglie Violante: assieme ai fratelli Giacomo e Luigi, capeggiò una vera rivolta contro Amedeo IX, che venne incarcerato e rilasciato solo dopo ordine del re di Francia. La duchessa Violante, sostenuta dai piemontesi e dai francesi, riuscì ad avere infine la meglio, mantenendo la reggenza sugli Stati sabaudi.

### Ultimi anni e morte
Amedeo IX, uscito dalla guerra civile esausto, si trasferì a Vercelli, città che molto amava e alla quale aveva fatto molti lasciti. Qui si concentrò soltanto al sostegno della povera gente fino alla morte, avvenuta nel 1472. Le sue spoglie furono tumulate nel Duomo di Vercelli.

## Beatificazione
Uomo di scarso valore politico, Amedeo si indirizzò, nella sua malattia, verso una profonda fede. Amatissimo dal popolo, verso il quale nutriva un grande attaccamento, aiutò i poveri del suo ducato tramite ingenti lasciti economici. Ai piaceri mondani preferiva il soccorso dei bisognosi: il suo modo di vivere, estremamente parco ed austero, doveva forse sorprendere i contemporanei.
Divenne terziario francescano.
Fu tra i più accesi sostenitori della crociata che avrebbe dovuto esser bandita da papa Pio II per liberare Costantinopoli, da poco caduta in mano turca.
Francesco di Sales, Roberto Bellarmino e Maurizio di Savoia si prodigarono molto per la sua causa di beatificazione. Fu papa Innocenzo XI che ne concesse il culto, nel 1678.
La cappella del Beato nella cattedrale di Vercelli fu progettata dall'ingegnere ducale Michelangelo Garove nel 1690, e realizzata da Francesco Aprile di Carona.

## Discendenza
Dal suo matrimonio nel 1452 con Iolanda di Valois nacquero:
- Luigi (1453), morto infante
- Anna (1455 – 1480), andata sposa nel 1478 a Federico I, re di Napoli (1452 – 1504);
- Carlo (1456 – 1471), principe di Piemonte;
- Maria, andata sposa nel 1478 a Filippo, margravio di Baden-Hochberg (1454 – 1503) e successivamente a Jacques d'Assay, signore di Plessis;
- Ludovica (o Luisa, 1462 – 1503), andata sposa nel 1479 a Ugo, principe di Châlons, morta monaca in Orbe il 24 luglio 1503 e beatificata;
- Filiberto (1465 – 1482), duca di Savoia, conte d'Aosta e principe di Piemonte e suo primo successore;
- Bernardo (1467), morto infante
- Carlo (1468 – 1490), duca di Savoia, conte d'Aosta e principe di Piemonte, successore del fratello Filiberto;
- Giacomo Luigi (1470 – 1485), conte di Ginevra e marchese di Gex, sposò la cugina Luisa di Savoia († 1530), figlia di Giano di Savoia, conte del Genevese;
- Gian Claudio, morto ancora in fasce nel 1472.

## Ascendenza

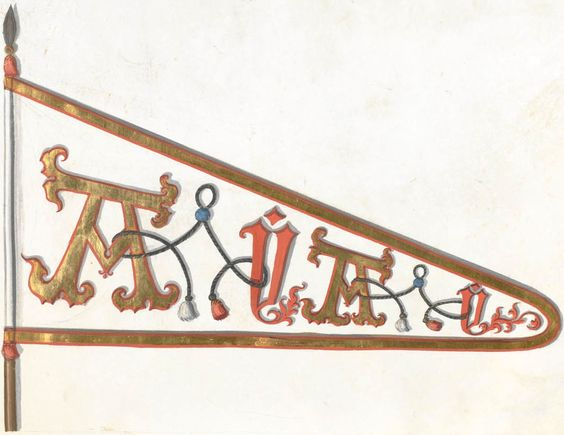
Pennone di Amedeo IX, con sopra le sue iniziali

|                       |                    |                                 | Genitori                         |  |  | Nonni |  |  | Bisnonni             |  |  | Trisnonni           |  |
|                       |                    |                                 |                                  |  |  |       |  |  | Amedeo VII di Savoia |  |  | Amedeo VI di Savoia |  |
|                       |                    |                                 |                                  |  |  |       |  |  | Amedeo VII di Savoia |  |  | Amedeo VI di Savoia |  |
|                       |                    | Bona di Borbone                 |                                  |  |  |       |  |  | Amedeo VII di Savoia |  |  |                     |  |
| Amedeo VIII di Savoia |                    |                                 |                                  |  |  |       |  |  | Amedeo VII di Savoia |  |  |                     |  |
|                       |                    | Bona di Berry                   | Giovanni I di Berry              |  |  |       |  |  |                      |  |  |                     |  |
|                       |                    | Bona di Berry                   | Giovanni I di Berry              |  |  |       |  |  |                      |  |  |                     |  |
|                       |                    | Bona di Berry                   | Giovanna d'Armagnac              |  |  |       |  |  |                      |  |  |                     |  |
| Ludovico di Savoia    |                    | Bona di Berry                   |                                  |  |  |       |  |  |                      |  |  |                     |  |
|                       |                    | Filippo II di Borgogna          | Giovanni II di Francia           |  |  |       |  |  |                      |  |  |                     |  |
|                       |                    | Filippo II di Borgogna          | Giovanni II di Francia           |  |  |       |  |  |                      |  |  |                     |  |
|                       |                    | Filippo II di Borgogna          | Bona di Lussemburgo              |  |  |       |  |  |                      |  |  |                     |  |
| Maria di Borgogna     |                    | Filippo II di Borgogna          |                                  |  |  |       |  |  |                      |  |  |                     |  |
|                       |                    | Margherita III delle Fiandre    | Luigi II di Fiandra              |  |  |       |  |  |                      |  |  |                     |  |
|                       |                    | Margherita III delle Fiandre    | Luigi II di Fiandra              |  |  |       |  |  |                      |  |  |                     |  |
|                       |                    | Margherita III delle Fiandre    | Margherita di Brabante           |  |  |       |  |  |                      |  |  |                     |  |
| Amedeo IX di Savoia   |                    | Margherita III delle Fiandre    |                                  |  |  |       |  |  |                      |  |  |                     |  |
|                       | Giacomo I di Cipro | Ugo IV di Cipro                 |                                  |  |  |       |  |  |                      |  |  |                     |  |
|                       | Giacomo I di Cipro | Ugo IV di Cipro                 |                                  |  |  |       |  |  |                      |  |  |                     |  |
|                       | Giacomo I di Cipro | Alice d'Ibelin                  |                                  |  |  |       |  |  |                      |  |  |                     |  |
| Giano di Cipro        | Giacomo I di Cipro |                                 |                                  |  |  |       |  |  |                      |  |  |                     |  |
|                       |                    | Helvis di Brunswick-Grubenhagen | Filippo di Brunswick-Grubenhagen |  |  |       |  |  |                      |  |  |                     |  |
|                       |                    | Helvis di Brunswick-Grubenhagen | Filippo di Brunswick-Grubenhagen |  |  |       |  |  |                      |  |  |                     |  |
|                       |                    | Helvis di Brunswick-Grubenhagen | Helvis de Dampierre              |  |  |       |  |  |                      |  |  |                     |  |
| Anna di Cipro         |                    | Helvis di Brunswick-Grubenhagen |                                  |  |  |       |  |  |                      |  |  |                     |  |
|                       |                    | Giovanni I di Borbone-La Marche | Giacomo I di Borbone-La Marche   |  |  |       |  |  |                      |  |  |                     |  |
|                       |                    | Giovanni I di Borbone-La Marche | Giacomo I di Borbone-La Marche   |  |  |       |  |  |                      |  |  |                     |  |
|                       |                    | Giovanni I di Borbone-La Marche | Giovanna di Châtillon-Saint Paul |  |  |       |  |  |                      |  |  |                     |  |
| Carlotta di Borbone   |                    | Giovanni I di Borbone-La Marche |                                  |  |  |       |  |  |                      |  |  |                     |  |
|                       |                    | Caterina di Vendôme             | Giovanni VI di Vendôme           |  |  |       |  |  |                      |  |  |                     |  |
|                       |                    | Caterina di Vendôme             | Giovanni VI di Vendôme           |  |  |       |  |  |                      |  |  |                     |  |
|                       |                    | Caterina di Vendôme             | Giovanna di Ponthieu             |  |  |       |  |  |                      |  |  |                     |  |
|                       |                    | Caterina di Vendôme             |                                  |  |  |       |  |  |                      |  |  |                     |  |